# 狐狸座QR
狐狸座QR，又名BD+25 4165，HD 192685、SAO 88410、HR 7739，是狐狸座的一颗恒星，视星等为4.78，位于銀經65.19，銀緯-5.17，其B1900.0坐标为赤經20h 11m 1.6s，赤緯+25° -5.17′ 11″。